# Амстел Голд Рейс 2011
Амстел Голд Рейс 2011 — 46-я по счёту традиционная нидерландская классическая однодневная велогонка. Второй год подряд победу на ней одержал бельгиец Филипп Жильбер.

## Участники
На старт было заявлено 198 гонщиков, по 7—8 от каждой из 24 команд, а вышли 190.
| 18 UCI ProTeams    |                     |                   |
| AG2R-La Mondiale   | Катюша              | Quick Step        |
| Astana             | Lampre-ISD          | Rabobank          |
| BMC Racing Team    | Team Leopard-Trek   | Team RadioShack   |
| Euskaltel-Euskadi  | Liquigas-Cannondale | Saxo Bank-Sungard |
| Garmin-Cervélo     | Team Movistar       | Sky               |
| Team HTC-High Road | Omega Pharma-Lotto  | Vacansoleil-DCM   |

| 6 уайлд-кард              |
| Skil-Shimano              |
| Vlaanderen-Mercator       |
| Landbouwkrediet           |
| Willems-Accent            |
| Farnese Vini-Neri Sottoli |
| Cofidis                   |

## Ход гонки
На ранних стадиях гонки традиционно образовывались отрывы, за 100 километров до финиша пелотон проигрывал лидерам 12 минут, но усилиями в основном гонщиков «Rabobank» отставание вскоре сошло на нет. За 37 километров до финиша пелотон поглотил последний из продолжительных отрывов, в этот раз свой «поезд» во главе него построила «Omega Pharma-Lotto», команда действующего победителя и главного фаворита гонки, Филиппа Жильбера. За 24 километра до финиша упал и ободрался Фабиан Канчеллара, ехавший вместе с ним Франк Шлек также потерял время и больше на первых ролях не появлялся. Через 4 километра на Эйсербосвеге лидеры добавили, и пелотон растянулся, а на Фромберге (17 километров до финиша) лопнул навсегда. В лидирующей группе из более чем 20 человек оказались многие фавориты. Солидное представительство сохранили «Rabobank» и «Катюша»; двое помощников Жильбера встали в голове и увозили группу от пелотона. Крутой Кётенберг подходил по профилю Хоакиму Родригесу, и после его атаки лидирующая группа сократилась вдвое. После вершины в одиночную атаку пошёл Энди Шлек, и вскоре ему удалось добиться 10-секундного превосходства. Погоню возглавил последний оставшийся у Жильбера грегари, Йелле Ванендерт, а за 5 километров до конца во главе преследователей встал и сам Филипп, что вызывало вопросы о его свежести на финише. Работая без смены, он не давал преимуществу Шлека возрасти, а 10 секунд к началу Кауберга было явно недостаточно. На финишном подъёме в атаку пошёл Родригес, за него зацепился лишь Жильбер. Дуэт обошёл Шлека за полкилометра до финиша, затем бельгиец обошёл испанца и за 50 метров до финиша начал праздновать победу. 3-м финишировал малозаметный Саймон Джерранс, Шлек-младший откатился на 11-е место.

## Результаты
|    | Гонщик                   | Команда            | Время      | Очки Мирового Тура |
| -- | ------------------------ | ------------------ | ---------- | ------------------ |
| 1  | Филипп Жильбер (BEL)     | Omega Pharma-Lotto | 6ч 30' 44" | 80                 |
| 2  | Хоаким Родригес (ESP)    | Катюша             | + 2"       | 60                 |
| 3  | Саймон Джерранс (AUS)    | Sky                | + 4"       | 50                 |
| 4  | Якоб Фугсланг (DEN)      | Team Leopard-Trek  | + 5"       | 40                 |
| 5  | Александр Колобнев (RUS) | Катюша             | + 5"       | 30                 |
| 6  | Оскар Фрейре (ESP)       | Rabobank           | + 5"       | 22                 |
| 7  | Бьёрн Лёкеманс (BEL)     | Vacansoleil-DCM    | + 7"       | 14                 |
| 8  | Бен Херманс (BEL)        | Team RadioShack    | + 18"      | 10                 |
| 9  | Роберт Гесинк (NED)      | Rabobank           | + 19"      | 6                  |
| 10 | Пауль Мартенс (GER)      | Rabobank           | + 26"      | 2                  |